# Haymarket Media Group
Haymarket Media Group er en privat medievirksomhed med hovedkvarter i London, der blev grundlagt af Michael Heseltine i 1950'erne. Det udgiver om bl.a. forbruger, erhverv og kundesektorer både på print og online. Det driver også udstillinger i forbindelse med publikationerne, og tidligere også på vegne af organisationer som BBC. Virksomheden, der med over 100 forskellige aviser og blade er den største i Storbritannien, udvidede til også at dække områder uden for landet i 1999.
| Firma | Spire Denne artikel om et firma eller en virksomhed i Storbritannien er en spire som bør udbygges. Du er velkommen til at hjælpe Wikipedia ved at udvide den. |